# Louis Jensen (Maler)
Isak Louis Napoleon Jensen (* 15. August 1858 in Kopenhagen; † 21. Mai 1908 in Frederiksberg) war ein dänischer Landschafts- und Architekturmaler.

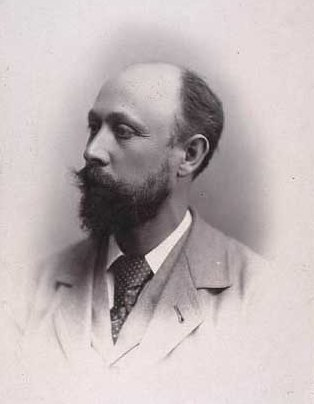
Louis Jensen
von H. J. Barby

## Leben
Louis Jensen war ein Sohn des Kaufmanns Fritz Peter Edvard Jensen (1815–1878) und dessen Frau Julie, geb. Bloch (1814–1887). Nach der Schule ging er für ein Jahr bei einem Maler in die Lehre und besuchte danach von 1876 bis 1882 die Königlich Dänische Kunstakademie. 1879 stellte er erstmals ein kleineres Bild auf der Dezemberausstellung aus. 1881 debütierte er auf der Charlottenborg-Frühjahrsausstellung der Akademie, auf der er dann regelmäßig vertreten war. Jensen etablierte sich in den 1880er Jahren unter dem Einfluss von Künstlern wie Christian Zacho und Vilhelm Kyhn als Landschaftsmaler, aber auch mit Architekturmotiven. Ende der 1890er Jahre erlernte er bei Carl Locher das Radieren. Mehrfach erhielt er Reisestipendien, teils von der Akademie, teils von verschiedenen Stiftungen, die ihm seine Studienreisen in die Schweiz, nach Italien, Deutschland, Holland, Frankreich, Finnland und Russland ermöglichten. 1890 heiratete er Marie Brorson, Tochter des Korpsarztes Christian Sophus Brorson (1829–1884) und der Ida Vilhelmine, geb. Haslund (* 1836).
Seine Motive fand er vor allem in der Umgebung Roskildes, in der Region Køge, bei Abstechern nach Mitteljütland und anlässlich seiner zahlreichen Reisen innerhalb Europas. Einige der Motive wurden später in Radierungen umgesetzt, darunter einzelne Architekturdarstellungen, die zusammen mit den Landschaften zu Jensens Lieblingsmotiven zählten und besonders Altstadtviertel, oft aus deutschen Städten wie Rostock und Lübeck, umfassten.
Jensen starb kurz vor Vollendung seines 50. Lebensjahres und wurde auf dem Ældre Kirkegård (Alten Friedhof) in Frederiksberg beigesetzt.

## Ehrungen
- 1884: Den Hielmstierne-Rosencrone-Stiftelse
- 1885, 1889, 1892: Akademie-Stipendien
- 1893, 1896: Den Raben-Levetzauske Fond
- 1894: Kaufmanns Rejselegat
- 1894: Den Sødringske Opmuntringspræmie[1]

## Werke (Auswahl)
- 1879: Det indre af en Bondegaard. „Das Innere eines Bauernhauses.“ (Dezemberausst.)[2]
- 1879: Fra Kalveboderne. (Kopenhagen, Stadtmuseum)
- 1888: En gammel gård i Randers. „Ein alter Bauernhof in Randers.“ (Randers Kunstmuseum)
- 1894: Poppeltræer ved et Åløb. „Pappeln an einem Bach.“ (Sødringske Pr.)
- 1895: Flodlandskab fra Dordrecht. „Flusslandschaft von Dordrecht.“
- 1903: Teglværker ved Flensborg Fjord. „Ziegelei an der Flensburger Förde.“ (Aarhus Kunstmuseum)
- 1907: Pramåens udløb ved Vallø Strand. „Pramåens Verkaufsstelle am Vallø Strand.“ (Statens Museum for Kunst)[1]

## Ausstellungen (Auswahl)
- 1879: Dezemberausstellung (Decemberudstillingen) Schloss Charlottenborg
- 1881–86, 1888–1909: Frühjahrsausstellung (Forårsudstillingen) ebenda
- 1882: Kunstnerforeningen af 18. November, Kopenhagen
- 1883: Nord. Kunstudst. (Nordische Kunstausstellung), Kopenhagen
- 1885: Nordische Kunstausstellung, Lübeck
- 1901: Raadhusudst. (Rathausausstellung), Kopenhagen
- 1983: Randers Kunstmuseum[1]